# Gräsgårds bastu

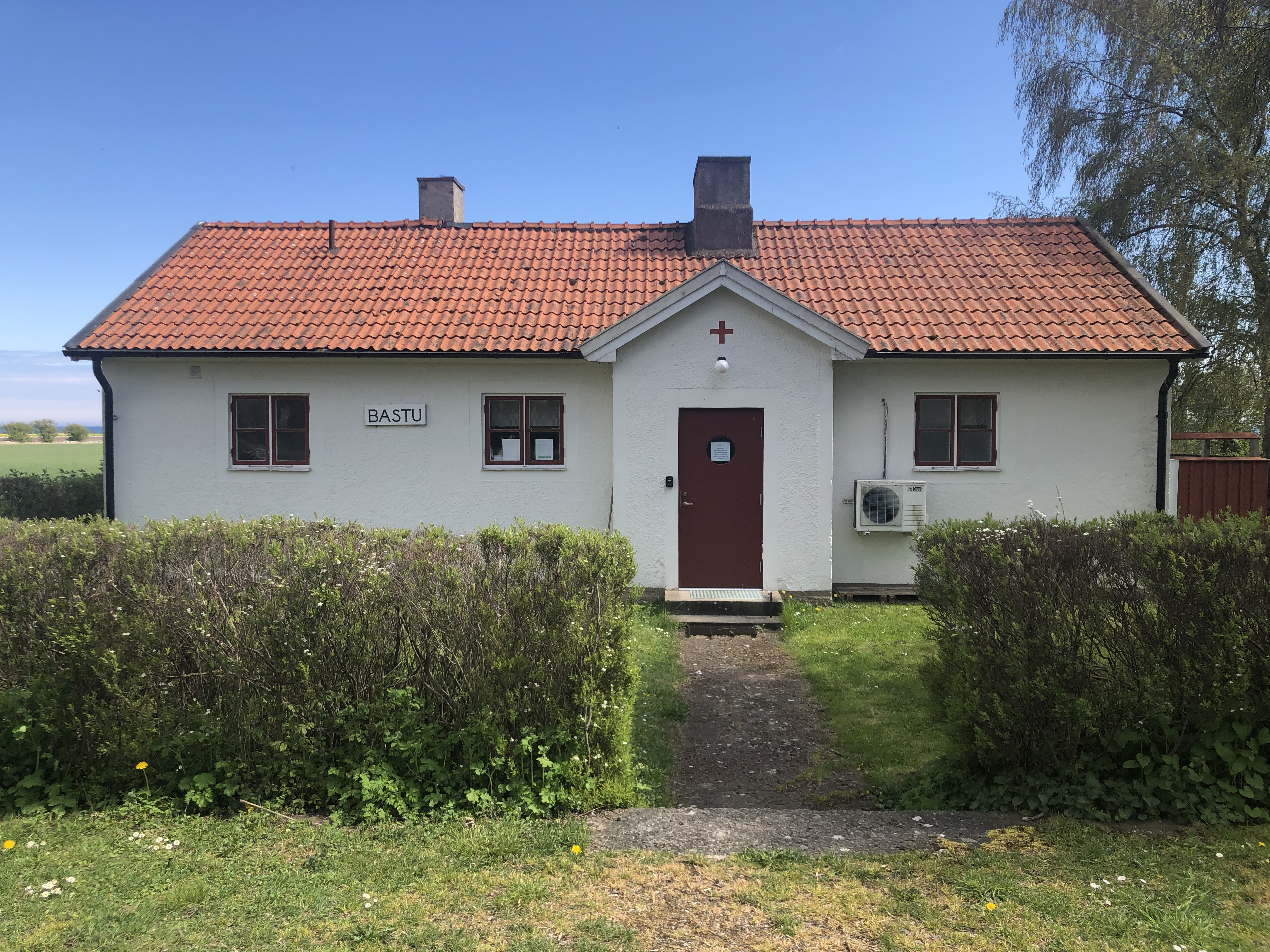
Gräsgårds bastu, ett av få folkbad från tidiga hälften av 1900-talet som fortfarande används på Öland.

Gräsgårds bastu är Ölands äldsta folkbad som fortfarande är i drift. Invigningen skedde 13 november 1937, men hade föregåtts av diskussioner i Gräsgårds landskommun alltsedan frågan väcktes tio år tidigare. Inrättande av bastun skedde för att främja landsbefolkningens hygien genom att erbjuda möjlighet till bad en gång i veckan. Under 1900-talets första hälft var privathygienismen en stark samhällelig kraft och ett stort antal badstugor byggdes i Sverige, men få av dessa har likt Gräsgårds bastu fortlevt. Röda korset, Kungliga Pensionsstyrelsen och Svenska föreningen för folkbad bidrog till byggnationen.